# Ernst Baltensperger
Ernst Baltensperger (* 20. Juli 1942 in Zürich) ist ein Schweizer Wirtschaftswissenschaftler.

## Leben
Baltensperger studierte Nationalökonomie an der Universität Zürich und schloss 1965 mit dem Lizenziat ab. 1969 promovierte er an der Johns Hopkins University. Von 1968 bis 1979 lehrte er an der Ohio State University: zunächst als Assistant Professor, ab 1972 als Associate Professor und ab 1976 als Full Professor. 1979 wurde er ordentlicher Professor für Volkswirtschaftslehre an der Universität Heidelberg, 1982 an der Hochschule St. Gallen. Von 1984 bis 2007 war er ordentlicher Professor für Volkswirtschaftslehre an der Universität Bern.
Baltensperger war wiederholt als Berater für die Schweizerische Nationalbank tätig. Er gehörte von 1981 bis 1995 der Eidgenössischen Kommission für Konjunkturfragen an, von 1988 bis 1994 als Präsident. Von 1989 bis 1996 war er Mitglied des Nationalen Forschungsrats des Schweizerischen Nationalfonds, und von 1984 bis 2009 Direktor des Studienzentrums Gerzensee der Nationalbank. Er ist Mitglied des Vereins für Socialpolitik und Ehrenmitglied der Schweizerischen Gesellschaft für Volkswirtschaft und Statistik.
Seine Forschungsinteressen liegen in den Bereichen Geldtheorie und Geldpolitik, Banken und Finanzmärkte sowie in der monetären Aussenwirtschaftstheorie.
2005 wurde er von der Wirtschaftswissenschaftlichen Fakultät der Universität Basel mit einem Ehrendoktorat ausgezeichnet.

## Schriften (Auswahl)
- Economies of Scale, Firm Size, and Concentration in Banking. Dissertation, Johns Hopkins University, 1969.[3]
- mit Peter Böhm: Geldmengenpolitik und Inflationskontrolle. Möglichkeiten, Kosten, flankierende Massnahmen. Studie, erstellt im Auftrag der Kommission für Konjunkturfragen (= SIASR-Schriftenreihe. Bd. 6). Rüegger, Diessenhofen 1984, ISBN 3-7253-0224-3 (Kurzfassung: PDF; 3,1 MB (Memento vom 7. Oktober 2014 im Internet Archive)).
- mit Hellmuth Milde: Theorie des Bankverhaltens. Springer, Berlin 1987, ISBN 3-540-18214-4.
- mit Thomas Jordan: Die Schweiz und die Bestrebungen zur Bildung einer Europäischen Währungsunion (= Berner Beiträge zur Nationalökonomie. Bd. 65). Paul Haupt, Bern 1993, ISBN 3-258-04883-5.
- Mut zum Aufbruch – 10 Jahre danach. Das Weissbuch von 1995 und die schweizerische Reformdebatte. Orell Füssli, Zürich 2005, ISBN 3-280-05134-7.
- Der Schweizer Franken – Eine Erfolgsgeschichte. Die Währung der Schweiz im 19. und 20. Jahrhundert. NZZ Libro, Zürich 2012, ISBN 978-3-03823-793-8.[4]